# Taäniet Ester
Taäniet Ester, het vasten van Est(h)er, is een van de joodse vastendagen.
De vastendagen gaan terug op het verhaal van de Joodse Est(h)er, die als koningin van het Perzische Rijk samen met haar neef en pleegvader Mordechai vele Joden van de dood heeft gered. Voordat Ester de koning benaderde om het boosaardige plan van de hoveling Haman te verijdelen, die alle Joden wilde laten ombrengen, vastte ze. Ze deed dit omdat zij uit eigen beweging naar de koning wilde gaan en hij dit met de dood kon bestraffen indien dit zijn goedkeuring niet kon verdragen.
Taäniet Ester is ter herdenking hiervan en staat opgetekend in het boek Ester van de Hebreeuwse Bijbel.
Het vasten vindt plaats op 13 adar (februari-maart) of 13 adar 2 (in een schrikkeljaar), een dag voor het joodse feest van Poerim (het woord poer is Hebreeuws voor 'lot', Poerim betekent 'kering van het lot' - de zaak liep voor de Joden goed af). Valt deze dag echter op de sjabbat (zaterdag) dan wordt deze vervroegd naar 11 adar of 11 adar 2.

## Data in de gregoriaanse kalender
Aangezien een dag volgens de Joodse kalender begint met zonsondergang, begint Taäniet Ester eigenlijk steeds op de avond voor de gegeven data.
- do 13 mrt 2025

- ma 2 mrt 2026

- ma 22 mrt 2027

- do 9 mrt 2028

- wo 28 feb 2029